# 马祖尔卡农村居民点
马祖尔卡农村居民点（俄语：Мазурское сельское поселение）是俄罗斯联邦沃罗涅日州波沃里诺区所属的一个农村居民点。其下辖有3个居民点，行政中心为马祖尔卡。据2016年统计，该农村居民点的人口为1179人。